# 布勞寧 (喬治亞州)
布勞寧（英語：Browning）是位於美國喬治亞州威爾科克斯縣的一個非建制地區。該地的面積和人口皆未知。

## 地理
布勞寧的座標為31°55′03″N 83°16′21″W / 31.91750°N 83.27250°W，而該地的平均海拔高度為85米（即279英尺）。